# Свободна търговия
Свободната търговия е система на търговска политика, която позволява на търгуващите да действат или сключват сделки без намесата на държавата. Според закона на сравнителното преимущество тази политика позволява търгуващите партньори да постигат общи, споделени печалби от търговията на стоки и услуги.
|  | Тази страница частично или изцяло представлява превод на страницата Free trade в Уикипедия на английски. Оригиналният текст, както и този превод, са защитени от Лиценза „Криейтив Комънс – Признание – Споделяне на споделеното“, а за съдържание, създадено преди юни 2009 година – от Лиценза за свободна документация на ГНУ. Прегледайте историята на редакциите на оригиналната страница, както и на преводната страница, за да видите списъка на съавторите. ВАЖНО: Този шаблон се отнася единствено до авторските права върху съдържанието на статията. Добавянето му не отменя изискването да се посочват конкретни източници на твърденията, които да бъдат благонадеждни. |